# Mont Yae
Le mont Yae (八重岳, Yae Dake), aussi appelé mont Yaedake ou Yae-Take, est une montagne culminant à 453 m d'altitude à Motobu sur l'île d'Okinawa. C'est la montagne la plus élevée de la péninsule de Motobu. Les châteaux de Najikin et Nago y ont été construits non loin au cours du XIVe siècle. La montagne elle-même a été utilisée comme position défensive japonaise majeure pendant la bataille d'Okinawa.
De nos jours, elle est réputée pour son festival annuel sakura matsuri (桜祭り) organisé au mois de mars.